# Довгів
До́вгів — село в Україні, у Луцькому районі Волинської області. Входить до складу Мар'янівської селищної громади. Населення становить 599 осіб.

## Географія
Селом протікає річка Липа.

## Історія
У 1906 році село Бранської волості Володимир-Волинського повіту Волинської губернії. Відстань від повітового міста 60 верст, від волості 3. Дворів 110, мешканців 768.
До 11 липня 2018 року село входило до складу Бранівської сільської ради Горохівського району Волинської області.

## Населення
Згідно з переписом УРСР 1989 року чисельність наявного населення села становила 672 особи, з яких 300 чоловіків та 372 жінки.
За переписом населення України 2001 року в селі мешкало 597 осіб.

### Мова
Розподіл населення за рідною мовою за даними перепису 2001 року:
| Мова       | Відсоток |
| ---------- | -------- |
| українська | 99,83 %  |
| російська  | 0,17 %   |